# Zygmunt Mycielski
Grev Zygmunt Mycielski  (født 17. august 1907 i Przeworsk, død 5. august 1987 i Warszawa i Polen) var en polsk komponist, leder og musikkritiker.
Mycielski studerede komposition på musikkonservatorierne i Kraków, og i Paris, hvor han studerede videre hos Nadia Boulanger og Paul Dukas på École Normale de Musique (1928). Han skrev seks symfonier, orkesterværker, kammermusik, ballet, korværker, sange etc. 
Mycielski var leder og musikkritiker hos Den Polske Komponistforening. Hans mest kendte værk er nok hans Symfoni nr. 1 "Den Polske" (1951), som indeholder mange nationale budskaber og polsk folklore. Mycielski var politisk aktivist mod det kommunistiske parti i Polen. 

## Udvalgte værker
- Symfoni nr. 1 "Polsk Symfoni" (1951) - for orkester
- Symfoni nr. 2 (1961) - for orkester
- Symfoni nr. 3 "Lille Symfoni" (1967) - for orkester
- Symfoni nr. 4 (1961) - for orkester
- Symfoni nr. 5 (1977) - for orkester
- Symfoni nr. 6 "Sange" (1985-1986) - for orkester